# Dekanat Zachodni (diecezja Tombura-Yambio)
Dekanat Zachodni (ang. Our Lady Queen of South Sudan Western Deanery) - jeden z sześciu dekanatów diecezji Tombura-Yambio w Sudanie Południowym z siedzibą w Tamburze (stolicy dawnego Stanu Tambura). 

## Podział administracyjny
Dzieli się na osiem parafii.
| Parafie                                             |               |                     |
| nazwa                                               | rok założenia | duchowny            |
| Our Lady of Martyrs Catholic Parish Mupoi           | (24 XII) 1912 | o. Vairi Natale     |
| Ave Maria Catholic Parish Ngboko                    | 1923          | o. Avelino Bassol   |
| St. Mary Help of Christians Catholic Parish Tombura | 1950          | o. Mark Kumbonyeki  |
| St. Daniel Comboni Catholic Parish Maringindo       | 1950          | (podlega pod kurię) |
| St. Thomas Catholic Parish Rii-Yubu                 | 2012          | o. Avelino Bassol   |
| St. Francis Catholic Parish Gamonakpe               | 2012          | o. Abraham Abayo    |
| St. John Catholic Parish Mabaiku                    | 2018          | o. Abraham Abayo    |
| Nazareth Catholic Parish Nagero                     | 2019          | (brak danych)       |